# Шрётер, Вернер
Вернер Шрётер (нем.  Werner Schroeter, 7 апреля 1945, Георгенталь — 12 апреля 2010, Кассель) — немецкий режиссёр театра и кино, сценарист, кинооператор.

## Биография
Родился 7 апреля 1945 года в Георгентале в семье инженера. Провёл детство в Билефельде и Гейдельберге, где окончил школу. В Мангейме изучал в течение трёх семестров психологию и параллельно занимался журналистикой. Поступил в Высшую школу кино и телевидения в Мюнхене, но уже через несколько недель бросил учёбу. В конце 1967 года поехал на фестиваль экспериментального кино в Кнокке-ле-Зут (Бельгия). Там познакомился с Розой фон Праунхайм, с которым после этого вместе жил и работал. В 1968 году в Гейдельберге (у родителей) и в Западном Берлине (у Праунхайм) снял ряд 8 мм этюдов, а затем два фильма на 16 мм — «Невразия» и «Аргила», которые с большим успехом были показаны на кинофестивале в Гамбурге. В октябре 1969 года на кинофестивале в Мангейме за фильм «Эйка Катаппа» получил приз имени Джозефа фон Штернберга. Миф, история, поэзия лежали в основе его ранних фильмов, лишённых действия и построенных как череда сценических кульминаций, в которых выражались отчаяние, безумие, прощание и смерть. Их отличала «производственно-техническая бедность» и «производственно-эстетическое богатство». В постоянную актёрскую труппу Шрётера входили Магдалена Монтецума, Карла Аулаулу, Эллен Умлауф и Кристина Кауфман, тогда ещё любители. Многие фильмы были сняты во время поездок за границу и финансировались телевидением, прежде всего ZDF. Начиная с «Неаполитанские братья и сестры» (1978), его фильмы, в которых стал отчётливее проявляться сюжет, с относительным успехом демонстрировались в немецких кинотеатрах. Однако надежда Фассбиндера на то, что в фильмах Шрётера однажды могут увидеть не только экзотику, но и неотъемлемую часть немецкого кинонаследия, не оправдала себя. Наибольшего признания Шрётер добился во Франции. Все его фильмы испытали влияние оперы. О Марии Каллас он однажды сказал: «Она моя путеводная звезда…» В другом интервью заметил: «Для меня Каллас была посланницей между Богом и человеком». Иногда Шрётер снимался в фильмах других режиссёров, таких как Праунхайм, Вендерс, Фассбиндер, Ахтернбуш.
С 1972 года выступал также как театральный режиссёр, а с 1979 года ставил оперы. В 2008 году на Международном кинофестивале в Венеции, уже будучи смертельно больным, получил «Золотого льва» за вклад в киноискусство.
Последней киноработой режиссёра стал французско-немецко-португальский драматический фильм «Собачья ночь» (2008).
Не имел постоянного места жительства. Скончался 12 апреля 2010 года в Касселе от рака лёгких.

## Фильмография
- 1967 Верона / Verona
- 1969 Callas Walking Lucia
- 1968 Текст Каллас в двойной экспозиции / Callas-Text mit Doppelbeleuchtung
- 1968 Портрет Марии Каллас / Maria Callas Porträt
- 1968 Мона Лиза / Mona Lisa
- 1968 Мария Каллас исполняет в 1957 году речитатив и арию Эльвиры из оперы «Эрнани» Джузеппе Верди 1844 года / Maria Callas Singt 1957 Rezitativ und Arie der Elvira aus Ernani 1844 von Guiseppe Verdi
- 1968 Пробы с исполнителями / Übungen mit Darstellern
- 1968 Смерть Изольды / La morte d’Isotta
- 1968 До небес / Himmelhoch
- 1968 Паула. Я иду / Paula. 'Je reviens'
- 1968 Гротеск — бурлеск — мишура / Grotesk—Burlesk—Pittoresk
- 1968 Лица / Faces
- 1968 Агрессии / Aggressionen
- 1968 Невразия / Neurasia
- 1968 Смерть Вирджинии / Virginia’s Death
- 1968 Аргила / Argila
- 1969 Эйка Катаппа / Eika Katappa (премия Джозефа фон Штернберга)
- 1969 Никарагуа / Nicaragua
- 1969 Сёстры революции[нем.] / Schwestern der Revolution
- 1970 Англиа / Anglia
- 1970 Пилот бомбардировщика / Der Bomberpilot
- 1971 Саломея / Salome
- 1971 Макбет / Macbeth (по Шекспиру)
- 1971 Смерть Марии Малибран / Der Tod der Maria Malibran
- 1973 Уиллоу Спрингс / Willow Springs
- 1973—1974 Чёрный ангел / Der Schwarze Engel
- 1971—1975 Сон Йоханны / Johannas Traum
- 1976 Золотые хлопья / Goldflocken
- 1978 Неаполитанские братья и сестры / Neapolitanische Geschwister (премия за выдающееся личное достижение, премия на фестивале телефильмов в Баден-Бадене)
- 1980 Белое путешествие / Weiße Reise
- 1980 Палермо или Вольфсбург / Palermo oder Wolfsburg (Золотой медведь Берлинского кинофестиваля, премия Макса Офюльса)
- 1980 Генеральная репетиция / Die Generalprobe
- 1981 День идиотов[нем.] / Tag der Idioten (премия Немецкого кино за выдающееся личное достижение, номинация на Золотую пальмовую ветвь)
- 1981 Собор любви / Liebeskonzil (по драме О. Паниццы, премия критики на фестивале в Сан-Паулу)
- 1983 Смеющаяся звезда / Der lachende Stern
- 1983—1985 Например, Аргентина / De l’Argentine
- 1984—1986 Король роз / Der Rosenkönig
- 1986—1987 В поисках солнца / Auf der Suche nach der Sonne
- 1990 Малина / Malina (по роману И. Бахман, сценарий Э. Елинек, премия Немецкой киноакадемии за выдающееся личное достижение)
- 1996 Отходы любви / Poussières d’amour — Abfallprodukte der Liebe (премия Немецкой кинокритики)
- 2000 Королева — Марианна Хоппе / Die Königin — Marianne Hoppe (премия кинофестиваля в Дуйсбурге)
- 2002 Двое / Deux
- 2008 Собачья ночь / Une nuit de chien (по Х. К. Онетти, номинация на Золотого льва Венецианского МКФ)

## Признание и награды
Расценивается кинокритикой как «величайший из маргинальных режиссёров». Лауреат многочисленных премий на престижных фестивалях мира.
- 1978 — Премия на фестивале телефильмов в Баден-Бадене за выдающееся личное достижение (фильм «Неаполитанские братья и сестры»)
- 1980 — Главный приз Берлинского кинофестиваля «Золотой медведь» за фильм «Палермо или Вольфсбург»